# Cmentarz żydowski w Pucku
Cmentarz żydowski w Pucku – został założony w 1857. Uległ dewastacji w czasie II wojny światowej - do naszych czasów nie zachował się żaden nagrobek.
Cmentarz znajdował się w pobliżu parku nadmorskiego, przy ul. Lipowej. Miał powierzchnię 0,2 ha, był nieogrodzony. Cmentarz wraz z synagogą został wymieniony w statucie gminy z roku 1857. Obecnie w miejscu cmentarza znajduje się plac, na którym ułożono bloki kamienne mające imitować macewy.